# Royal Thai Army Expeditionary Division

Емблема експедиційного відділу Королівської Тайської армії

Добровольчі війська Королівської Тайської армії (тай. กองพลทหารอาสาสมัคร), або Чорні пантери (กองพล เสือดำ) — підрозділ Королівської тайської армії, який брав участь у війні у В'єтнамі, замінивши Королівський тайський добровольчий полк (Королівські Кобри) у 1968 році.
Ще до того, як усі елементи Королівського тайського добровольчого полку прибули до Південного В'єтнаму, докладалися зусилля, щоб знову збільшити розмір внеску Таїланда. До середини 1967 року уряд Таїланду в односторонньому порядку розпочав розгляд питання про розміщення додаткових сил у Південному В'єтнамі. 8 вересня уряд Таїланду подав прохання про широку військову допомогу до американського посольства в Бангкоку. Конкретні пункти запиту були пов'язані безпосередньо із забезпеченням додаткової армійської сили для Південного В'єтнаму. Прем'єр-міністр Таїланду запропонував однобригадну групу чисельністю 10 800 чоловік. Ця організація повинна була складатися з трьох піхотних батальйонів, одного артилерійського батальйону, одного інженерного батальйону та інших допоміжних підрозділів за потребою.
Розгортання нового штабу розпочалося з приїзду передової партії 1 липня 1968 року і було завершено 15 липня. Невдовзі після цього прибули війська. Перший контингент з 5700 чоловік дивізії, яка зараз відома як дивізія Чорної Пантери, прибув до Південного В'єтнаму наприкінці липня 1968 року і був розміщений у районі бази Беркат . Другий контингет чисельністю 5704 чоловіки почав дислокуватися в січні 1969 р., а завершив цю роботу 25 лютого. Цей контингент складався з штабу дивізії та штабу роти (тил), 2-ї стрілецької бригади з 3 піхотних батальйонів, 2 артилерійських батальйонів та решти елементів підтримки дивізійної служби. Дивізія перебувала під оперативним контролем генерал-командуючого, II польових військ, В'єтнам . Третій контингент був розміщений у Південному В'єтнамі протягом липня та серпня, щоб замінити перший контингент, який повернувся до Таїланду. Останній з третього контингенту приїхав у Берекат 12 серпня 1969 року. Бригада заміни взяла на себе призначення 1-ї бригади. Крім того, штаб Королівських добровольчих військ Тайської армії завершив свою щорічну ротацію.
У листопаді 1970 року уряд Таїланду оголосив, що планує вивести свої сили з Південного В'єтнаму до 1972 року. Рішення було пов'язане з погіршенням ситуації з безпекою в Лаосі та Камбоджі та посиленням внутрішньої напруги в Таїланді, а також з поточним виведенням сил США. Плани виведення базувалися на припиненні ротації. П'ятий контингент не буде замінений після повернення до Таїланду в серпні 1971 року. Шостий контингент був би розгорнутий, як було заплановано в січні 1971 року, і відкликатиметься через рік, щоб завершити перерозподіл. 26 березня 1971 р. Уряд Таїланду оголосив США та Південному В'єтнаму, що половина Відділу буде відкликана в липні 1971 р., А решта в лютому 1972 р., відповідно до попередніх пропозицій.
Після повернення з Південного В'єтнаму дивізія була перейменована у 9-ту стрілецьку дивізію, що базується в (Форт Сурасі, провінція Канчанабурі).